# Benamocarra (kommunhuvudort)
Benamocarra är en kommunhuvudort i Spanien.   Den ligger i provinsen Provincia de Málaga och regionen Andalusien, i den södra delen av landet, 400 km söder om huvudstaden Madrid. Benamocarra ligger 134 meter över havet och antalet invånare är 2 904.
Terrängen runt Benamocarra är huvudsakligen kuperad, men åt sydost är den platt.Runt Benamocarra är det tätbefolkat, med 356 invånare per kvadratkilometer. Närmaste större samhälle är Vélez-Málaga, 5,3 km öster om Benamocarra. Trakten runt Benamocarra består till största delen av jordbruksmark.